# Hans Bosse

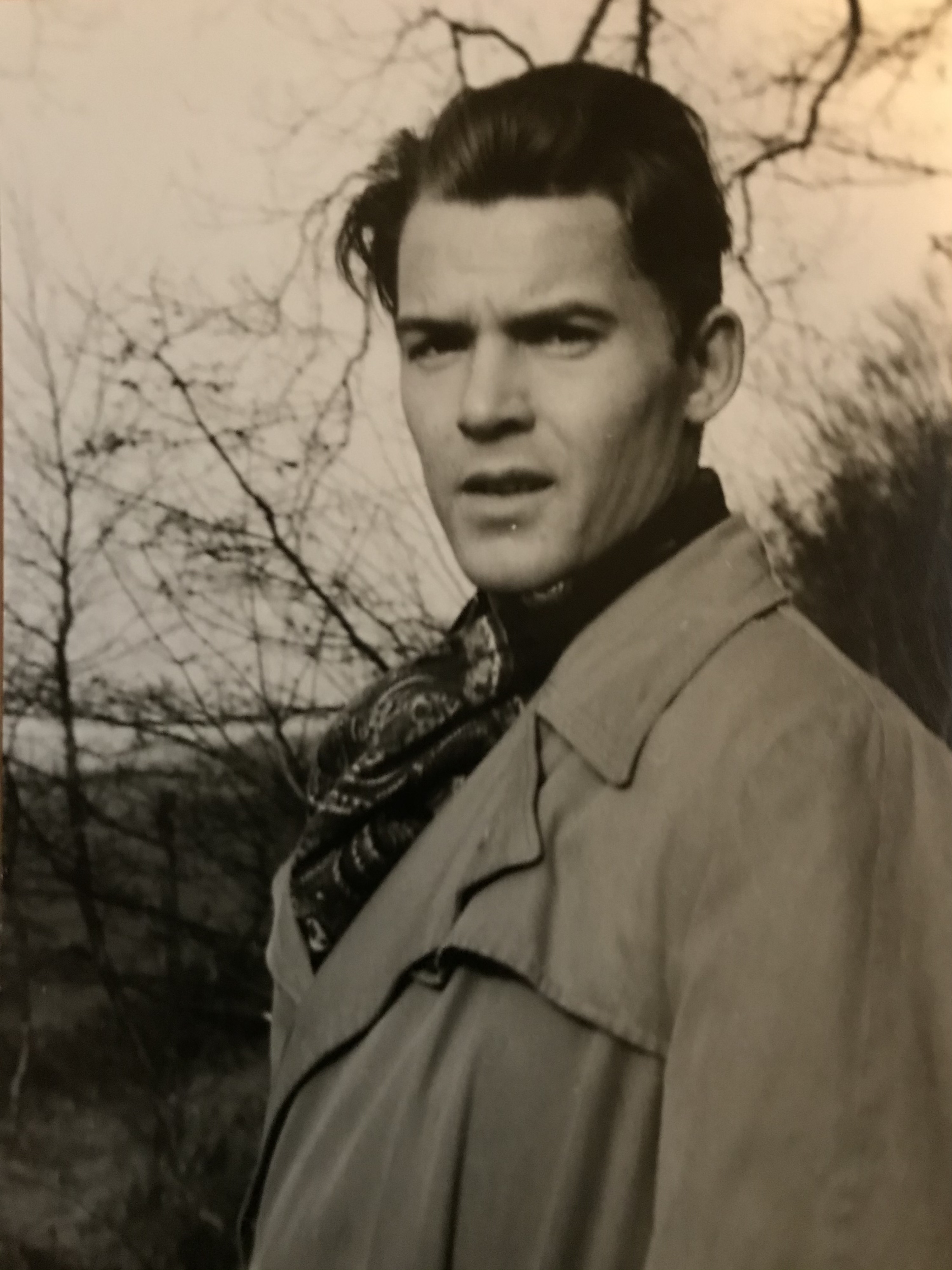
Hans Bosse

Hans Bosse (* 16. Oktober 1938 in Wunstorf, Deutschland; † 27. Mai 2023) war ein deutscher Anthropologe, Soziologe, Theologe und Sozialpsychologe. Er wurde für seine soziologischen und ethnologischen Forschungen über traditionelle Gesellschaften in Papua-Neuguinea bekannt.
Bosse hat verschiedene Beiträge zur Soziologie geleistet, u. a. zur Ethnopsychoanalyse, zur Gewaltsozialisation, zur Kritik des Kulturimperialismus und zur Reziprozität in verschiedenen Kulturen.

## Frühes Leben und Ausbildung
Hans Bosse wurde 1938 in Wunstorf, in der Nähe von Hannover, geboren.
Von 1959 bis 1965 studierte er evangelische Theologie und Philosophie in Wuppertal und Berlin sowie an der Universität Göttingen, der Universität Tübingen und der Universität Heidelberg.
Bosse schloss 1968 sein Studium der Theologie an der Universität Heidelberg mit der Promotion ab und promovierte 1975 in Soziologie an der Freie Universität Berlin. Er habilitierte sich 1976 in Soziologie an der Freien Universität Berlin.

## Karriere
Ab 1976 war Bosse Professor für Sozialpsychologie und Soziologie an der Johann-Wolfgang-Goethe-Universität in Frankfurt am Main, außerdem war er Forschungsgruppenleiter am Institut für Gruppenanalyse in Heidelberg.

## Forschung
Von 1978 bis 1985 führte Bosse soziologische Feldforschung an Schulen in der Nordwest-Provinz in Kamerun durch. Während dieser Zeit forschte er auch als Gastwissenschaftler in London, Heidelberg und Melbourne.
Ab 1984 hat Bosse jahrzehntelang soziologische Forschungen in Papua-Neuguinea durchgeführt, darunter eine eingehende Studie über das „Papua-Neuguineer-Werden“ an der Passam National High School in Paliama, East Sepik Province, Papua-Neuguinea.
Er hat auch über das Konzept der Gruppenanalyse geforscht.
Bosse hat verschiedene Beiträge zur Soziologie geleistet, u. a. den interkulturellen Vergleich zur Gewaltsozialisation in Afrika und Papua-Neuguinea sowie zur männlichen Gewaltbereitschaft und ihrer Sozialisation in verschiedenen Kulturen (siehe Freuds Konzept der Sublimierung); Einführung der gruppenanalytischen Forschung in die Soziologie; die Ausweitung der Ethnopsychoanalyse (siehe Paul Parin, der als Mitbegründer der Ethnopsychoanalyse gilt) auf das Studium der Ethnoanalyse; die Verbindung von Theologie und Soziologie; die Kritik am Kulturimperialismus; und die Reziprozitätshypothese, die besagt, dass Gesellschaften nicht nur auf dem Austausch von Gütern oder Geld beruhen, sondern auch auf Prestige, Reputation, Kunst, Wertgegenständen und so weiter.

## Persönliches Leben
Hans Bosse heiratete Jennifer Rachel Bearlin im Jahr 1966 in Melbourne, Australien. Ihre erste Tochter wurde 1968 in Hannover, Deutschland, geboren und ihre zweite Tochter wurde 1970 in derselben Stadt geboren.
Er starb am 27. Mai 2023 im Alter von 84 Jahren.

## Fachgesellschaften
Mitglied in Fachgesellschaften:
- Deutsche Gesellschaft für Soziologie
- Vereinigung Deutscher Wissenschaftler
- Deutscher Arbeitskreis für Gruppenpsychotherapie und Gruppendynamik (DAGG)

## Schriften (Auswahl)
Veröffentlichungen (Auswahl):
- Bosse, Hans; Hamburger, Franz (1973). Friedenspädagogik und Dritte Welt Voraussetzungen einer Didaktik des Konflikts. Kohlhammer: Stuttgart, Berlin, Köln, Mainz.
- Bosse, Hans (1979). Diebe, Lügner, Faulenzer. Von Abhängigkeit und Verweigerung in der dritten Welt. Frankfurt/Main: Syndikat.
- Bosse, Hans (1994). Becoming a Papua New Guinean: A Report of a Sociologist's and Group Analyst's Research with Students At Passam National High School (NRI Discussion Paper, 78). National Research Institute. ISBN 978-9980750655.
- Bosse, Hans (1997). Kontinuität und Wandel in Männlichkeitskonstruktionen: ein Modell biographischer Sinnbildung mit Fallmaterial aus Papua-Neuguinea. In K.-S. Rehberg (Hrsg.), Differenz und Integration: die Zukunft moderner Gesellschaften; Verhandlungen des 28. Kongresses der Deutschen Gesellschaft für Soziologie im Oktober 1996 in Dresden; Band 2: Sektionen, Arbeitsgruppen, Foren, Fedor-Stepun-Tagung (S. 79–83). Opladen: Westdt. Verl. https://nbn-resolving.org/urn:nbn:de:0168-ssoar-139467
- Bosse, Hans (2000). Männlichkeitsentwürfe: Wandlungen und Widerstände im Geschlechterverhältnis. Campus Verlag, 2000. ISBN 978-3-593-36586-2
- Bosse, Hans; Vera King (2000) (eds.). Männlichkeitsentwürfe. Wandlungen und Widerstände im Geschlechterverhältnis. Frankfurt am Main: Campus.
- Bosse, Hans (2010). Der fremde Mann: Angst und Verlangen: gruppenanalytische Untersuchungen in Papua-Neuguinea: Psyche und Gesellschaft. Psychosozial-Verlag. ISBN 978-3-89806-670-9.
- Bosse, Hans (1993). A Group's Bad Self in Papua New Guinea: A True Home in the Modern World? 1. September 1993. doi:10.1177/0533316493263012